# Římskokatolická farnost Vroutek
Římskokatolická farnost Vroutek (lat. Rudigium) je církevní správní jednotka sdružující římské katolíky na území města Vroutek a v jeho okolí. Organizačně spadá do lounského vikariátu, který je jedním z 10 vikariátů litoměřické diecéze. Centrem farnosti je kostel svatého Jana Křtitele ve Vroutku.

## Historie farnosti
Farnost je velmi stará, známá již od roku 1100. Tato stará farnost zanikla zřejmě za husitských válek. Od roku 1716 byla v místě expozitura, kterou spravoval až do roku 1854 farář z Buškovic. Matriky jsou vedeny od roku 1719. Od roku 1854 se expozitura opět stala vlastní farností z rozhodnutí litoměřické konzistoře.

### Duchovní správcové vedoucí farnost
Začátek působnosti jmenovaného v duchovní správě farnosti od:
- 1412   Paulus
- Nicolaus
- 1626   Joannes Divucžka
- 1713   cap. resid. Hubertus Seucher
- 1716   cap. resid. Laurentius Pallasak
- 1724   cap. resid. Wenceslaus Misol
- 1739   cap. resid. Franciscus Carl
- 1740   cap. resid. C. Heidelberg
- 1742   cap. resid. Jacobus Schlegel
- 1758   cap. resid. Wenceslaus Schöttner
- 1767   cap. resid. Franciscus Frischer
- 1772   cap. resid. Thoma Eichler
- 1785   cap. resid. Anton. Wolf
- 1796   cap. resid. Jos. Goller, † 12. 6. 1806
- 1806   exposit. Franc. Stanka, n. 4. 8. 1755 Schedsitsens., o. 10. 8. 1788, † 12. 3. 1842
- 1817   cap. exposit. Franc. Lumpe, n. 18. 10. 1783 Altehrenberg., o. 30. 8. 1806, † 20. 4. 1855
- 1824   cap. exposit. Jos. Hoch, n. 16. 9. 1791 Kriegern, o. 17. 8. 1814, † 28. 12. 1839
- 1839   cap. exposit. Franc. Honnauer, n. 26. 1. 1807 Weitentrebetic., o. 4. 8. 1830, † 27. 4. 1884[4]
- 1847   cap. exposit. Wenzel Starrach, n. 1. 5. 1811 Pschoblikens., o. 10. 8. 1838
- 1854   proto-par. Wenzel Starrach,[3] n. 1. 5. 1811 Pschoblikens., o. 10. 8. 1838, † 11. 7. 1898
- 1866   Florian Heller, n. 22. 3. 1820 Mertensdorf, o. 25. 7. 1843, † 23. 3. 1879
- 1879   par. vacat, admin. int. Joann. Christof[4]
- 1879   Johann Hajek,[3] n. 7. 2. 1825 Podhoržan, o. 4. 7. 1848, † 10. 7. 1885
- 1885   par. vacat, admin. excurr. Jos. Bestaendig[4]
- 1886   Josef Krehan,[3] n. 15. 11. 1835 Michelsdorf, o. 1. 8. 1859, † 20. 12. 1903[4]
- 1890   Josef Lehmann,[3]  n. 7. 1. 1845 Willomitz, o. 23. 7. 1870, † 18. 1. 1908
- 1900   par. vacat admin. interc. Leon. Vláčil
- 1900   Eduard Schneider,[3] n. 21. 10. 1867 Kaaden, o. 13. 9. 1891, † 26. 3. 1928
- 1922   Jos. Bertl, n. 3. 11. 1877 Retschitz, o. 28. 9. 1902, † 30. 12. 1938
- 1938   par. vacat admin. interc. Alfred Pattloch
- 1. 3. 1940   Alfred Pattloch, n. 16. 11. 1873 Colonia (G.), o. 17. 7. 1904, † 16. 4. 1947
- 1. 7.  1945    Rudolf Hubert
- 1. 9.  1960    František Ondrouch
- 1. 6.  1967    Josef Jiran
- 1. 5.  1969    Václav Vávra
- 1. 6.  1977   Josef Šimon, admin. exc.
- 26. 4. 2011   Aleksander Siudzik, CSsR
- 1. 10. 2011   Josef Hurt, admin. exc.
- 1. 7.  2015    Aleksander Siudzik, CSsR, admin. exc. z Podbořan[4]

Kromě kněží stojících v čele farnosti, působili ve farnosti v průběhu její historie i jiní kněží. Většinou pracovali jako farní vikáři, kaplani, katecheté, výpomocní duchovní aj.

## Území farnosti
Do farnosti náleží území obce:
- Vroutek (Rudig,[2] Rüdig[5])[p 2]

## Římskokatolické sakrální stavby na území farnosti
| | Fotografie | Stavba                               | Místo   | Bohoslužby                      | Zeměpisné souřadnice             | Status                             | Číslo kulturní památky           |
| Kostely | Kostely    | Kostely                              | Kostely | Kostely                         | Kostely                          | Kostely                            | Kostely                          |
| --- | ---------- | ------------------------------------ | ------- | ------------------------------- | -------------------------------- | ---------------------------------- | -------------------------------- |
| 1. |            | Kostel sv. Jana Křtitele             | Vroutek | bližší informace o bohoslužbách | 50°10′46″ s. š., 13°22′48″ v. d. | farní kostel                       | 42928/5-1484 (Pk•MIS•Sez•Obr•WD) |
| 2. |            | Kostel sv. Jakuba Většího            | Vroutek | bohoslužby příležitostně        | 50°10′48″ s. š., 13°22′46″ v. d. | kostel                             | 43204/5-1483 (Pk•MIS•Sez•Obr•WD) |
| Oratorium |            |                                      |         |                                 |                                  |                                    |                                  |
| 3. |            | Domov pro seniory                    | Vroutek | bližší informace o bohoslužbách | 50°10′47″ s. š., 13°22′55″ v. d. | oratorium                          | —                                |
| Mariánské sloupy |            |                                      |         |                                 |                                  |                                    |                                  |
| 4. | \|         | Sloup se sousoším sv. Anny Samétřetí | Vroutek | bohoslužby příležitostně        | 50°10′40″ s. š., 13°23′2″ v. d.  | mariánský sloup se sochou sv. Anny | 43125/5-1486 (Pk•MIS•Sez•Obr•WD) |
| Některé drobné sakrální stavby a pamětihodnosti lze dohledat zde v databázi Drobné sakrální památky Zaniklé sakrální stavby lze dohledat zde v databázi Poškozené a zničené kostely, kaple a synagogy v České republice |            |                                      |         |                                 |                                  |                                    |                                  |

Ve farnosti se mohou nacházet i další drobné sakrální stavby, místa římskokatolického kultu a pamětihodnosti, které neobsahuje tato tabulka.

## Příslušnost k farnímu obvodu
Z důvodu efektivity duchovní správy byl vytvořen farní obvod (kolatura) farnosti – děkanství Podbořany, jehož součástí je i farnost Vroutek, která je tak spravována excurrendo.